# No Good Deed
No Good Deed es una película estadounidense del 2014 dirigida por Sam Miller y escrita por Aimée Lagos. La película es protagonizada por Idris Elba, Taraji P. Henson, Kate del Castillo, Mark Smith, Henry Simmons, Wilbur Fitzgerald y Frank Brennan. La película fue estrenada el 12 de septiembre de 2014.

## Trama
La película inicia con Colin Evans (Elba), un asesino serial que ha sido condenado a cinco años de cárcel por homicidio negligente en el estado de Tennessee y el principal sospechoso en la desaparición y presunto asesinato de cinco mujeres jóvenes. Evans fue arrestado pero logró escapar y burlar a la policía por meses, hasta ser finalmente recapturado tras una pelea en un bar que culminó en el homicidio de un hombre. En el presente, se encuentra siendo transportado por dos oficiales de la corrección a un tribunal para la audiencia de su libertad condicional; el que conduce le ofrece su apoyo mientras que el que se sienta frente a él se muestra indiferente. Llegando a la corte, Colin da su testimonio ante la mesa directiva, demostrando que ahora es un hombre humilde y cambiado y que espera que le den una oportunidad antes de volver a tomar asiento. Sin embargo, uno de los miembros, el Doctor Ross (Fitzgerald), rechaza su petición dejando bien en claro que Colin es un buen mentiroso, con alta inteligencia y que en su interior hay violencia siempre que es rechazado o las cosas no salen como quiere, incluso evidenciando la pelea en el bar que tuvo intención homicida cuando la víctima miraba a su novia a los ojos y casos relacionados con la atención femenina. Escuchando todo esto, Colin trata de intervenir pero le ordenan que se siente. Por lo tanto, aunque Ross deja que los otros miembros sean libres de decidir, no puede negar que afuera están reunidas las familias de las mujeres rezando para que Evans, a quien tildan como un animal sanguinario, no sea liberado. Como resultado de que el voto no fuera unánime, el asunto volvería a tomarse en cuenta en cinco años. Mientras Colin es llevado de vuelta a prisión, éste se las arregla para burlar y asesinar a los dos oficiales a cargo de él y se escapa en su camioneta.
En Atlanta, mientras es avisada que una gran tormenta se avecina, Terri Granger (Henson) es una madre que se queda en casa. Es visitada por su amiga Meg (Bibb), quien le sugiere que hagan una "noche de chicas" para levantarle el ánimo a Terri luego de que su esposo Jeffrey (Simmons), que recientemente llegó de trabajar, se vaya de manera abrupta para visitar a su padre, dado que ella sabe que su matrimonio con Jeffrey ha estado mermando. 
Mientras tanto, Colin acecha a su ex-prometida Alexis (Del Castillo) y es testigo de su reunión con un hombre desconocido en un café al aire libre. Colin la sigue hasta su casa donde se enfrenta a ella por no responder ninguna de las cartas que le escribió. Ella le insiste que no sabía que responder, pero Colin cree que está saliendo con alguien más y sus sospechas aumentan cuando suena el celular de Alexis. Alexis le dice que el hombre del café es su entrenador, pero Colin no le cree y le muestra una carta que encontró en su cama que dice "No quería despertate, porque te ves muy hermosa cuando duermes". Luego le muestra otras cartas que nunca leyó y las tira furioso. Acto seguido, Alexis corre hacia su habitación pero Colin la persigue y la acorrala antes de reclamarle por nunca darle una oportunidad, a lo que Alexis argumenta desesperadamente "¡Asesinaste a un hombre!", pero se contradice de que el asesinato no fue intencional. Al preguntarle de las cinco jóvenes, Colin evade el tema y le pregunta repetidamente si ama al hombre con el que sale y que si ha estado teniendo sexo con él durante su tiempo en la cárcel. Aunque al principio lo niega, Colin la sigue presionando, por lo que Alexis enojada confirma las teorías de Colin para luego preguntarle si era lo que necesitaba saber para que la dejara en paz. Colin parece disculparse con ella, pero resulta ser un truco para que posteriormente, en un ataque de rabia, la asesine rompiéndole el cuello y golpeándola con el cuello de una lámpara. 
Al caer la noche tormentosa, Colin conduce por una zona oscura donde pierde el control de su auto y se estrella contra un árbol. Mientras camina por la carretera, se percata de las luces en la casa de Terri. Colin llama a su puerta para preguntarle si puede usar su teléfono para llamar a una grúa. Aunque se muestra algo aprehensiva, Terri lo deja entrar a su casa y cura una herida en su frente mientras la cautiva a ella y a su hija Ryan y se abre sobre la infidelidad de su ex-prometida. Minutos después, Meg llega con vino y se muestra atraída ante la presencia de Colin. Luego de que los tres conversan por un rato, Terri se va momentáneamente para calmar a su bebé Sam, por lo que Colin y Meg se quedan solos. Entonces Colin se excusa para salir afuera a fumar, pero Meg, sospechosa de sus motivos, lo sigue. En ese momento, Colin aprovecha la oportunidad manipulándola para que dude de la honestidad de Terri sugiriéndole que ambos están teniendo una aventura. Aunque inicialmente reacciona sorprendida, Meg logra ver a través de su engaño diciéndole que siendo mejores amigas que se cuentan todo, es imposible que ellos tengan una aventura y que Terri no se lo diga. Le dice que nada de eso tiene sentido. Al disponerse a descubrir la verdad, Meg comienza a llamar a Terri, pero Colin tira su cigarro y la asesina con una pala para evitar ser expuesto.  
Al ser cuestionado por Meg, Colin le miente a Terri de que tenía que irse, pero ella ve su paraguas en el suelo. Terri trata de llamar a la policía, pero descubre que Colin ha desconectado todos los cables y ocultó todos los cuchillos. Luego entra a la habitación de Ryan y ve a Colin jugando con ella y con un arma en su bolsillo. Tras ordenarle que la deje, ella lo rocía y golpea con un extintor de incendios, cayendo inconsciente por las escaleras. Ella toma a sus hijos, pero Colin logra recuperarse. En un momento, logra noquearlo y va a la oficina de su casa para llamar a la policía, llegando Colin mientras trata de finalizar la llamada. Ella le suplica que se vaya, diciéndole que la policía está en camino y que hay sangre en toda la cocina. Colin la mantiene a punta de pistola, obligándola a quedarse parada mientras se ducha y cambiarse enfrente de él; Terri espera que Colin la viole, pero no lo hace. Ella vuelve a atacarlo y logra apuñalarlo, pero no logra escapar, momento en el que Colin la obliga a llevarse a los niños y conducir con él. Mientras salen, Terri queda paralizada del miedo al ver el cadáver de Meg en el suelo, antes de que Colin le ordene que prosigan.  
En el camino, Terri usa las luces de su auto para atraer a un policía, quien le pide a Terri que salga del auto. Fingiendo no conocer a Colin, el policía le pregunta quién es él y Terri, consciente de lo que es capaz, le miente sobre tener una aventura con él mientras su esposo se encuentra fuera de la ciudad. Luego de desearle buenas noches, le dice susurrando que no se mueva e intenta dispararle a Colin, pero éste se le adelanta y lo asesina. Colin la culpa de lo pasó y furiosamente amenaza con matarla a ella también si no hace lo que le dice y que ahora está a su merced antes de que ambos vuelvan a resumir su viaje. Llegan a la casa de la ya difunta Alexis donde Colin se la presenta a Terri. Los fuertes truenos de la tormenta hacen que se active la alarma del auto de Terri, y Colin, preocupado de que esto atraiga la atención, la mantiene amarrada mientras va a revisar el auto. Terri utiliza un trozo roto de porcelana para liberarse y contesta el teléfono de Alexis, pero se queda sorprendida al escuchar a Jeffrey, que quiere averiguar por qué no ha llegado al hotel para una cita con él. Entonces vemos un flashback de Colin volteando la carta que estaba leyendo mientras Alexis estaba viva, revelando el nombre de Jeffrey y la dirección de su casa en ella, dando a entender que Jeffrey nunca fue a visitar a su padre y que realmente ha estado engañando a Terri con Alexis. Adicionalmente, Terri descubre que el encuentro con Colin no fue ninguna casualidad debido a que su única intención es vengarse de Jeffrey por su romance con Alexis. Entonces Terri le informa a Jeffrey que Alexis está muerta y le ordena que llame a la policía.  
Mientras Colin vuelve a entrar a la casa de su ex-prometida, Terri le hace creer que lograron escapar bloqueando la puerta (la cual Colin derriba). Terri deja a Ryan en un armario mientras toma un cuchillo para defenderse. Mientras se queda abajo buscando a Terri, ella intencionalmente lo atrae arriba y se esconde para que luego Terri lo apuñale y con el dolor la tire al suelo. Intenta dispararle pero le revela que Jeffrey llamó a Alexis y que sabe todo de su plan de venganza contra Jeffrey. Cuando le pregunta dos veces dónde está, Ryan aparece y distrae a Colin el tiempo suficiente para permitir a Terri apuñalarlo en el escroto y le dice a Ryan que corra. Colin intenta estrangularla, pero Terri logra herirlo con unas llaves. Luego deja a Colin inconsciente, pero logra recuperarse y trata nuevamente de asesinar a Terri, hasta que ella le dispara a Colin cinco veces, causando que caiga por la ventana a su muerte y matándolo al instante. 
Justo en ese momento, llega la policía (que registra la casa de Alexis) con Jeffrey, quien se sorprende por la apariencia de Terri, le pide disculpas por haberle mentido y trata de explicarle que lo suyo con Alexis fue una equivocación y que nunca significó nada para él. Sin embargo, sintiéndose lastimada y traicionada al saber que su esposo era la causa de que Colin casi la matara, le da un fuerte puñetazo y se va, dando fin a su matrimonio para siempre. Un tiempo después, Terri, ahora como madre soltera y sintiéndose más confiada, regresa a su carrera y se muda a un nuevo hogar con sus hijos.

## Elenco
- Idris Elba como Colin Evans.
- Taraji P. Henson como Terri Granger.
- Leslie Bibb como  Meg.
- Kate del Castillo como Alexis.
- Mark Smith como EMT
- Henry Simmons como Jeffery Granger.
- Wilbur Fitzgerald como Doctor Ross.
- Mirage Moonschein como  Ryan Granger.

## Producción
La filmación comenzó en abril de 2012 en Atlanta, Georgia.

## Estreno
La película se iba a estrenar el 18 de octubre de 2013. En enero de 2013, Screen Gems anunció que la película se estrenaría el 17 de enero de 2014. Luego, la fecha fue cambiada por segunda vez al 25 de abril de 2014. Y finalmente, al 12 de septiembre de 2014.
La película fue estrenada por Blue-ray y DVD el 6 de enero de 2015.

## Taquilla
La película recaudó $24,250,283 en 2,175 cines en América del Norte.

## Recepción
La película recibió críticas negativas. En Rotten Tomatoes la película tiene un 10% basado en 50 críticas, con un puntaje de 3.2  sobre 10. En Metacritic, la película tiene un 25 sobre 100 basado en 17 críticas.